# Sinteză Gabriel
Sinteza Gabriel este o reacție organică ce ajută la transformarea halogenurilor de alchil primare în amine primare. Metoda clasică Gabriel implică utilizarea unui compus numit ftalimida potasică. Reacția a primit acest nume după chimistul german Siegmund Gabriel, care a realizat pentru prima dată sinteza împreună cu partenerul său, James Dornbush.

## Metoda clasică
În această metodă, sarea de sodiu sau de potasiu a ftalimidei este N-alchilată cu o halogenură de alchil primară, obținându-se N-alchilftalimida corespunzătoare.
După, urmează etapa de hidroliză acidă, în urma căreia se eliberează amina primară sub formă de sare. De asemenea, se mai poate aplica și așa-zisa metodă Ing–Manske, care este de fapt o reacție de hidrazinoliză. Cu alte cuvinte, prin tratarea N-alchilftalimidei cu hidrazină se obține, pe lângă amina primară dorită, și un precipitat de ftalihidrazidă (C6H4(CO)2N2H2):
C6H4(CO)2NR  +  N2H4   →   C6H4(CO)2N2H2  +  RNH2